# Endocrinologia

Endocrinologia (de endócrino + -ologia ) é um ramo da biologia e da medicina que trata do sistema endócrino, suas doenças e suas secreções específicas conhecidas como hormônios . Também se preocupa com a integração dos eventos de desenvolvimento, proliferação, crescimento e diferenciação, e as atividades psicológicas ou comportamentais de metabolismo, crescimento e desenvolvimento, função dos tecidos, sono, digestão, respiração, excreção, humor, estresse, lactação, movimento, reprodução. e percepção sensorial causada por hormônios . As especializações incluem endocrinologia comportamental e endocrinologia comparativa.
O sistema endócrino consiste em várias glândulas, todas em diferentes partes do corpo, que secretam hormônios diretamente no sangue, e não em um sistema de dutos. Portanto, as glândulas endócrinas são consideradas glândulas sem ductos. Os hormônios têm muitas funções e modos de ação diferentes; um hormônio pode ter vários efeitos em diferentes órgãos-alvo e, inversamente, um órgão-alvo pode ser afetado por mais de um hormônio.

## O sistema endócrino
Endocrinologia é o estudo do sistema endócrino do corpo humano. Este é um sistema de glândulas que secretam hormônios. Os hormônios são substâncias químicas que afetam as ações de diferentes sistemas orgânicos do corpo. Exemplos incluem hormônio da tireóide, hormônio do crescimento e insulina . O sistema endócrino envolve uma série de mecanismos de feedback, de modo que muitas vezes um hormônio (como o hormônio estimulador da tireoide ) controlará a ação ou liberação de outro hormônio secundário (como o hormônio da tireoide ). Se houver muito hormônio secundário, ele poderá fornecer feedback negativo ao hormônio primário, mantendo a homeostase.
Na definição original de 1902 de Bayliss e Starling (ver abaixo), eles especificaram que, para ser classificado como hormônio, uma substância química deve ser produzida por um órgão, ser liberada (em pequenas quantidades) no sangue e ser transportada pelo sangue para um órgão distante para exercer sua função específica. Esta definição vale para a maioria dos hormônios “clássicos”, mas também existem mecanismos parácrinos (comunicação química entre células dentro de um tecido ou órgão), sinais autócrinos (uma substância química que atua na mesma célula) e sinais intracrinos (uma substância química que atua dentro a mesma célula). Um sinal neuroendócrino é um hormônio "clássico" liberado no sangue por um neurônio neurossecretor (ver artigo sobre neuroendocrinologia ).

### Hormônios
Griffin e Ojeda identificam três classes diferentes de hormônios com base em sua composição química: 

#### Amina
Aminas, como norepinefrina, epinefrina e dopamina ( catecolaminas ), são derivadas de aminoácidos únicos, neste caso a tirosina. Os hormônios tireoidianos, como 3,5,3'-triiodotironina (T3) e 3,5,3',5'-tetraiodotironina (tiroxina, T4), constituem um subconjunto desta classe porque derivam da combinação de dois aminoácidos tirosina iodados. resíduos ácidos.

#### Peptídeo e proteína
Os hormônios peptídicos e os hormônios proteicos consistem em três (no caso do hormônio liberador de tireotropina ) a mais de 200 (no caso do hormônio folículo-estimulante ) resíduos de aminoácidos e podem ter uma massa molecular de até 31.000 gramas por mol. Todos os hormônios secretados pela glândula pituitária são hormônios peptídicos, assim como a leptina dos adipócitos, a grelina do estômago e a insulina do pâncreas.

#### Esteroide
Os hormônios esteróides são convertidos a partir de seu composto original, o colesterol . Os hormônios esteróides de mamíferos podem ser agrupados em cinco grupos pelos receptores aos quais se ligam: glicocorticóides, mineralocorticóides, andrógenos, estrogênios e progestágenos . Algumas formas de vitamina D, como o calcitriol, são semelhantes aos esteróides e ligam-se a receptores homólogos, mas não possuem a estrutura de anel fundido característica dos esteróides verdadeiros.

## No Brasil
A endocrinologia, no Brasil, foi introduzida na década de 1950,[carece de fontes?] quando foi criada a Sociedade Brasileira de Endocrinologia e Metabologia, também conhecida por sua sigla "SBEM".
A especialidade vem ganhando projeção, com o passar dos anos, pois as desordens por ela tratadas vêm aumentando sua prevalência na população brasileira e no mundo. A obesidade, por exemplo, afeta cerca de 42% da população, e cerca de 15% da população brasileira tem diabetes (embora só a metade destes o saiba). Essas duas doenças, decorrentes em grande parte da modificação alimentar causada pelo desenvolvimento no mundo, estão em ascensão, e têm merecido grande atenção, por parte dos serviços de saúde.[carece de fontes?]

### Regulamentação
A Sociedade Brasileira de Endocrinologia e Metabologia (SBEM), afiliada à Associação Médica Brasileira (AMB), é o órgão regulamentador da especialidade médica.
A SBEM realiza anualmente a prova para obtenção do Título de Especialista em Endocrinologia e Metabologia (Sigla: TEEM), bem como apoia a produção acadêmica
e colaboração científica, contando com dois grandes congressos médicos da especialidade, sendo um de Atualização nos anos ímpares e de outros debates mais amplos em anos pares.
A Archives of Endocrinology and Metabolism (AE&M) é o orgão oficial de divulgação científica da SBEM.
A publicação possui nove edições/ano em versão impressa e a versão eletrônica completa - com acesso aberto - está disponível na SciELO - Scientific Electronic Library Online.
Hoje, são aproximadamente 3500 associados ativos em todo país.

## Áreas de atuação
Segundo a Sociedade Brasileira de Endocrinologia e Metabologia, as principais áreas de atuação do endocrinologista são as seguintes:
- Andropausa
- Colesterol e Triglicerídeos
- Crescimento
- Diabetes
- Distúrbios da Menstruação
- Distúrbios da Puberdade
- Doenças da Glândula Supra-Renal
- Doenças da Hipófise
- Excesso de Pelos
- Obesidade
- Osteoporose
- Reposição Hormonal da Menopausa
- Tireoide